# 弗萊河海鰶
弗萊河海鰶為輻鰭魚綱鲱形目鲱科海鰶屬的其中一種，分布於巴布亞紐幾內亞的弗萊河流域，體長可達22.2公分，棲息在溪流，生活習性不明。